# Nem, nem, soha!
A Nem, nem, soha! József Attila egy 1922-ben írt, fiatalkori verse volt. 

## Leírása
A vers a trianoni békeszerződésre reflektál erősen hazafias hevülettel, az ott elvesztett területek visszafoglalását vetítve előre, egyúttal pedig tökéletesen kifejezve az akkori közhangulatot. 
Bár a címre hasonlító szlogen (változatos formákban) számtalan propagandakiadványon (plakát, füzet stb.) és propagandaterméken (gyufa, szódásüveg stb.) szerepelt, és a Területvédő Ligának is a nem hivatalos jelszavává vált („Nem! Nem! Soha!” formában), a versnek és ennek a szlogennek szinte bizonyosan semmi köze egymáshoz (legalábbis a versből biztosan nem ered a szlogen, legfeljebb fordítva lenne lehetséges), ugyanis József Attila sohasem publikálta, és Juhász Gyula kivételével a korszakban vélhetően senki sem ismerte. Az irodalomtörténészek a Kádár-korszak alatt tudtak a vers létezéséről, de – részben román nyomásra, részben az internacionalizmus ideológiai jelszavára hivatkozva – 1989-ig semmilyen formában nem jelenhetett meg, így a nagyközönség nem ismerhette.
A második világháború után a mű nem jelenhetett meg egészen a rendszerváltásig; a József Attila verseit összegyűjtő művek is legfeljebb csak említést tehettek róla. Az 1989 után újjáéledő területi revizionizmus („irredentizmus”) sok mással együtt ezt is újból felfedezte (a később születő, politikailag ez irányban is motivált zenekarok többsége meg is zenésítette) és azóta is előszeretettel használja.

## A vers
Szép kincses Kolozsvár, Mátyás büszkesége,
Nem lehet, nem, soha! Oláhország éke!
Nem teremhet Bánát a rácnak kenyeret!
Magyar szél fog fúni a Kárpátok felett!
Ha eljő az idő - a sírok nyílnak fel,
Ha eljő az idő - a magyar talpra kel,
Ha eljő az idő - erős lesz a karunk,
Várjatok, Testvérek, ott leszünk, nem adunk!
Majd nemes haraggal rohanunk előre,
Vérkeresztet festünk majd a határkőre
És mindent letiprunk! - Az lesz a viadal!!
Szembeszállunk mi a poklok kapuival!
Bömbölve rohanunk majd, mint a tengerár,
Egy csepp vérig küzdünk s áll a magyar határ
Teljes egészében, mint nem is oly régen
És csillagunk ismét tündöklik az égen.
A lobogónk lobog, villámlik a kardunk,
Fut a gaz előlünk - hisz magyarok vagyunk!
Felhatol az égig haragos szózatunk:
Hazánkat akarjuk! vagy érte meghalunk.
Nem lész kisebb Hazánk, nem, egy arasszal sem,
Úgy fogsz tündökölni, mint régen, fényesen!
Magyar rónán, hegyen egy kiáltás zúg át:
Nem engedjük soha! soha Árpád honát!

## Dalfeldolgozások
- Vádló Bitófák: Nem, nem, soha!
- Nemzeti Front: Nem, nem, soha!
- Cool Head Klan: Nem, nem soha!